# إد ريتشاردز (لاعب كرة قدم أسترالية)
إد ريتشاردز (بالإنجليزية: Ed Richards) هو لاعب كرة قدم أسترالية أسترالي، ولد في 3 يوليو 1999.

## وصلات خارجية
- إد ريتشاردز على موقع AustralianFootball.com (الإنجليزية)
- إد ريتشاردز على موقع AFLtables.com (الإنجليزية)